# جلال‌پور شریف
جلال‌پور شریف (به انگلیسی: Jalalpur Sharif) یک منطقهٔ مسکونی در پاکستان است که در پنجاب واقع شده‌است. جلال‌پور شریف ۳۰٬۰۰۰ نفر جمعیت دارد.